# Муркозька
Муркозька — река в России, протекает в Кизнерском районе Удмуртии. Устье реки находится в 34 км по правому берегу реки Казанки. Длина реки составляет 14 км.
Исток реки у деревни Верхняя Муркозь в 44 км к северо-западу от Кизнера близ границы с Кировской областью. Река течёт на юг, протекает деревни Верхняя Муркозь, Новый Бурнак, Муркозь-Омга. Ниже последней река впадает в Казанку.

## Данные водного реестра
По данным государственного водного реестра России относится к Камскому бассейновому округу, водохозяйственный участок реки — Вятка от водомерного поста посёлка городского типа Аркуль до города Вятские Поляны, речной подбассейн реки — Вятка. Речной бассейн реки — Кама.
По данным геоинформационной системы водохозяйственного районирования территории РФ, подготовленной Федеральным агентством водных ресурсов:
- Код водного объекта в государственном водном реестре — 10010300512111100040357
- Код по гидрологической изученности (ГИ) — 111104035
- Код бассейна — 10.01.03.005
- Номер тома по ГИ — 11
- Выпуск по ГИ — 1